# NWE Nr. 71 und 72
In den Wirren des Zweiten Weltkrieges gelangten zwei 1890 von der französischen Firma Schneider & Cie hergestellte dreifach gekuppelte Schmalspurlokomotiven nach Deutschland. Übernommen wurden sie bei der Nordhausen-Wernigeroder Eisenbahn-Gesellschaft (NWE) als Nr. 71 und 72. Die Deutsche Reichsbahn reihte die Lokomotiven unter der Baureihe 99.563 ein.

## Geschichte
Diese Lokomotiven eines in Frankreich verbreiteten Typs, sie gehörten zu einer Bauserie von zwölf Lokomotiven mit den Fabriknummern 2456 bis 2467, die für die Chemins de fer départementaux de la Côte-d'Or (siehe Straßenbahn Dijon) gebaut worden waren. Sie befanden sich bei Kriegsende bei der Hildburghausen-Heldburger Eisenbahn, wo sie bereits die Nummern 71 und 72 trugen.
Die NWE erwarb beide Lokomotiven um 1946 trotz des hohen Alters und der fehlenden Betriebsbereitschaft. 1952 kamen die Loks aus dem RAW Blankenburg betriebsfähig in den Harz. Nachdem sie sich auf der Harzquerbahn nicht bewährten, wurden sie auf der Selketalbahn, die zu der Zeit keine Verbindung zur Harzquerbahn hatte, eingesetzt. 1956 wurde die eine Maschine, 99 5632 ausgemustert und 1960 verschrottet, die andere, 99 5631, kam 1957 noch nach Barth, wo sie auf der Strecke zwischen Stralsund und Ribnitz-Damgarten eingesetzt wurde.
Dort wurde sie am 1. November 1966 ausgemustert und kurze Zeit später verschrottet.

## Technische Merkmale
Das Triebwerk saß relativ weit vorne unter der Lok, während die Schleppachse recht weit hinten, hinter der Feuerbüchse, in einem Außenrahmen geführt wurde. Die Loks hatten eine Stephenson-Steuerung, die Treibstange wirkte auf die dritte Achse. Die Räder waren Vollscheibenräder.
Auffallend waren die langen Vorratsbehälter an der Seite des Kessels, die fast bis zur Rauchkammertür reichten.
Der Dampfdom war dagegen weit hinten, nahe dem Führerhaus angeordnet.
1952 erhielt die 99 5631 im Raw Halberstadt einen neuen Kessel.

## Weitere Lokomotiven
Alle Lokomotiven dieser Bauserie waren im Zweiten Weltkrieg von der Organisation Todt beschlagnahmt worden, bis auf die Nummer 8, die schon 1934 ausgemustert worden war. Die Lok 7 war bei Kriegsende im Bw Aalen und wurde am 20. August 1950 an Frankreich zurückgegeben. Die Lok 12 wurde beim Bau des Atlantikwalls eingesetzt. Später stand sie bei einem Schrotthändler in Saint-Valery-sur-Somme. Der Torso befindet sich seit 2014 beim Musée des tramways à vapeur et des chemins de fer secondaires français (MTVS) in Crèvecœur-le-Grand (Oise).